# Physocephala dimidiatipennis
Physocephala dimidiatipennis är en tvåvingeart som först beskrevs av Frédéric Jules Sichel 1862.  Physocephala dimidiatipennis ingår i släktet Physocephala och familjen stekelflugor.
Artens utbredningsområde är Uruguay. Inga underarter finns listade i Catalogue of Life.